# یزید بن ثبیط عبسقی
یَزید بن ثُبَیطِ عبدی بصری از یاران حسین بن علی بود که در روز عاشورا در کربلا کشته شد.

## زندگی
وی از شیعیان علی بن ابی طالب و از دوستان ابوالاسود دوئلی بود. در جنگ صفین در رکاب علی بن ابی طالب بوده‌است. وی از اهالی بصره بود. وی ده پسر داشت.

## در جریان واقعه عاشورا
وی وقتی شنید حسین بن علی عازم کوفه شده‌است؛ همراه دو پسرش به نام‌های عبدالله و عبیدالله و با ادهم بن امیه از بصره بیرون آمد و عازم مکه شد. وی هنگامی به مکه رسید که حسین بن علی به طرف کوفه حرکت کرده بود. وی در راه به حسین بن علی ملحق شد.

## درگذشت
دو پسرش در حمله اول در روز عاشورا کشته شدند. یَزید بن ثُبَیطِ عبدی بصری در جریان جنگ تن به تن کشته شد.
نام آنها در زیارت ناحیه مقدسه آمده‌است.